# Regierung Tarradellas
Die Regierung Tarradellas war die vorläufige Regierung von Katalonien von 1977 bis 1980, die von Josep Tarradellas, dem zurückgekehrten Präsidenten der Generalitat de Catalunya im Exil, geleitet wurde.

## Geschichte
Nach dem Tod des Diktators Franco im Jahr 1975 und den spanischen Parlamentswahlen vom Juni 1977 erreichte der Präsident der Generalitat de Catalunya im Exil Josep Tarradellas in Verhandlungen mit dem Präsidenten der spanischen Regierung Adolfo Suárez die offizielle Wiedereinsetzung der Generalitat. Bei seiner anschließenden Rückkehr nach Barcelona am 23. Oktober 1977 wurde Tarradellas von einer großen Menschenmenge begeistert empfangen und sprach vom Balkon des katalanischen Regierungssitzes, des Palau de la Generalitat, den inzwischen historischen Satz: „Ciutadans de Catalunya, ja sóc aquí!“ (auf Deutsch: „Bürger Kataloniens, ich bin wieder da!“). In der Folge bildete Tarradellas eine Einheitsregierung, mit der er 1979 das Autonomiestatut Kataloniens erarbeitete. Am 28. April 1980 trat Tarradellas zurück, um der neuen frei gewählten Regierung unter Jordi Pujol Platz zu machen.

## Minister
| Name | Name                             | Portrait | Partei                                  | Amt                                                    | Amtsantritt       | Amtsende         | Refs  |
| ---- | -------------------------------- | -------- | --------------------------------------- | ------------------------------------------------------ | ----------------- | ---------------- | ----- |
|      | Josep Tarradellas                |          | Esquerra Republicana de Catalunya       | Präsident der Generalitat                              | 5. Dezember 1977  | 28. April 1980   | [ 3 ] |
|      | Lluís Armet i Coma               |          | Partit dels Socialistes de Catalunya    | Minister für Stadt und Land sowie Öffentliche Arbeiten | 24. März 1979     | 28. April 1980   |       |
|      | Josep Maria Bricall i Masip      |          | Unabhängig                              | Innenminister                                          | 15. Dezember 1979 | 28. April 1980   |       |
|      | Joan Codina i Torres             |          | Partit dels Socialistes de Catalunya    | Arbeitsminister                                        | 5. Dezember 1977  | 28. April 1980   |       |
|      | Ramon Espasa i Oliver            |          | Partit Socialista Unificat de Catalunya | Gesundheits- und Sozialminister                        | 5. Dezember 1977  | 28. April 1980   |       |
|      | Joan Josep Folchi i Bonafonte    |          | Unión de Centro Democrático             | Wirtschafts- und Finanzminister                        | 5. Dezember 1977  | 19. Oktober 1978 |       |
|      | Antoni Gutiérrez Díaz            |          | Partit Socialista Unificat de Catalunya | Minister ohne Portefieulle                             | 5. Dezember 1977  | 28. April 1980   |       |
|      | Manuel Ortínez i Mur             |          | Unabhängig                              | Innenminister                                          | 5. Dezember 1977  | 7. Dezember 1979 |       |
|      | Pere Pi-Sunyer i Bayo            |          | Convergència Democràtica de Catalunya   | Minister für Erziehung und Kultur                      | 5. Dezember 1977  | 28. April 1980   |       |
|      | Jordi Pujol                      |          | Convergència Democràtica de Catalunya   | Minister ohne Portefieulle                             | 5. Dezember 1977  | 28. April 1980   |       |
|      | Eduard Punset                    |          | Unión de Centro Democrático             | Wirtschafts- und Finanzminister                        | 19. Oktober 1978  | 28. April 1980   |       |
|      | Frederic Rahola i d'Espona       |          | Esquerra Republicana de Catalunya       | Innenminister                                          | 5. Dezember 1977  | 19. Oktober 1978 |       |
|      | Joan Reventós                    |          | Partit dels Socialistes de Catalunya    | Minister ohne Portefieulle                             | 5. Dezember 1977  | 28. April 1980   |       |
|      | Josep Roig i Magrinyà            |          | Esquerra Republicana de Catalunya       | Landwirtschaftsminister                                | 5. Dezember 1977  | 28. April 1980   |       |
|      | Carles Sentís i Anfruns          |          | Unión de Centro Democrático             | Minister ohne Portefieulle                             | 5. Dezember 1977  | 28. April 1980   |       |
|      | Narcís Serra                     |          | Partit dels Socialistes de Catalunya    | Minister für Stadt und Land sowie Öffentliche Arbeiten | 5. Dezember 1977  | 22. März 1979    |       |
|      | Josep Maria Triginer i Fernández |          | Partit dels Socialistes de Catalunya    | Minister ohne Portefieulle                             | 5. Dezember 1977  | 28. April 1980   |       |